# Mineral Point (Wisconsin)
Mineral Point – miasto w Stanach Zjednoczonych, w stanie Wisconsin, w hrabstwie Iowa.